# Ponsacco
Ponsacco is een gemeente in de Italiaanse provincie Pisa (regio Toscane) en telt 13.353 inwoners (31-12-2004). De oppervlakte bedraagt 19,9 km2, de bevolkingsdichtheid is 671 inwoners per km2.
De volgende frazioni maken deel uit van de gemeente: Le Melorie, Val di Cava.

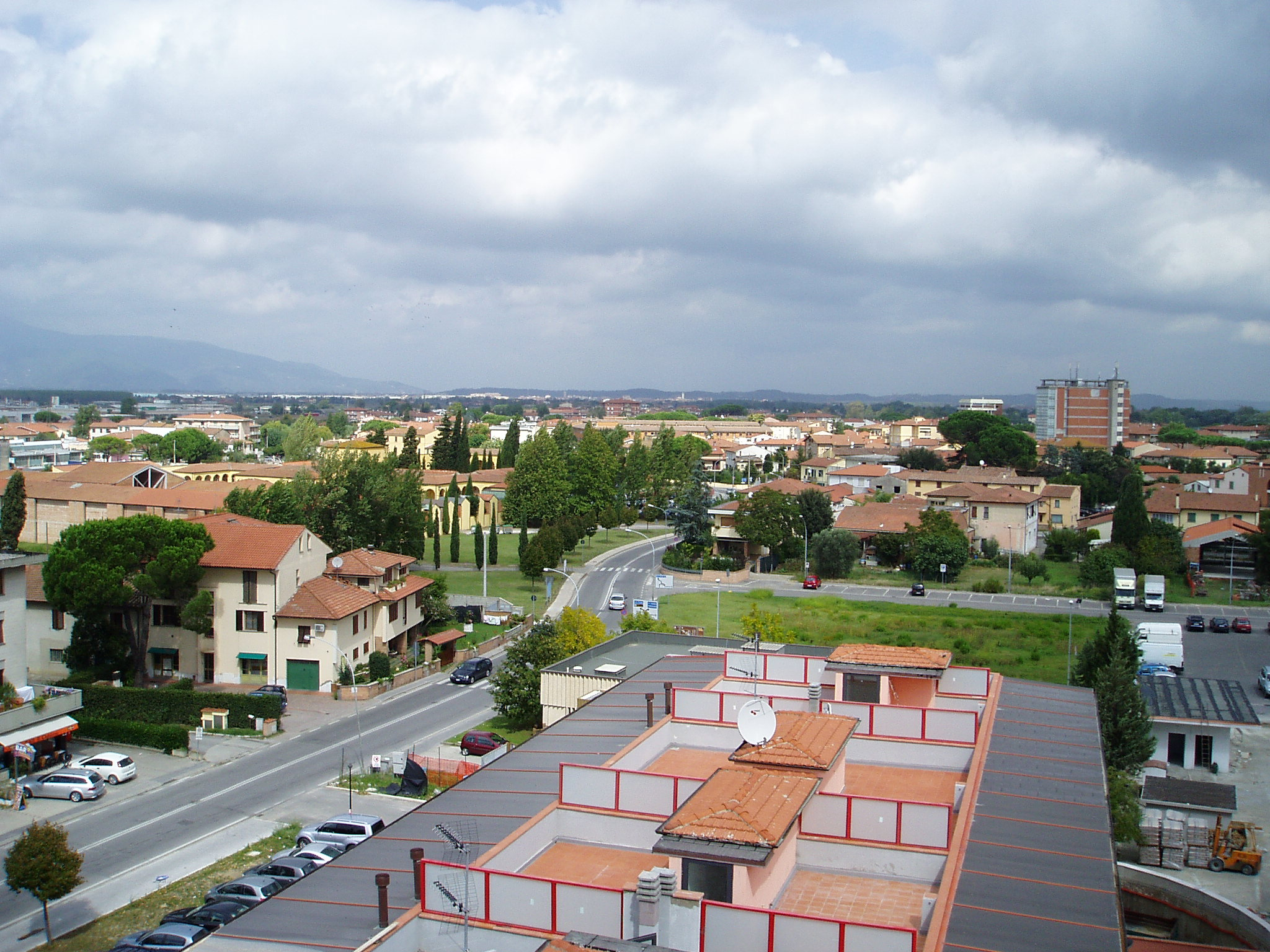
Ponsacco
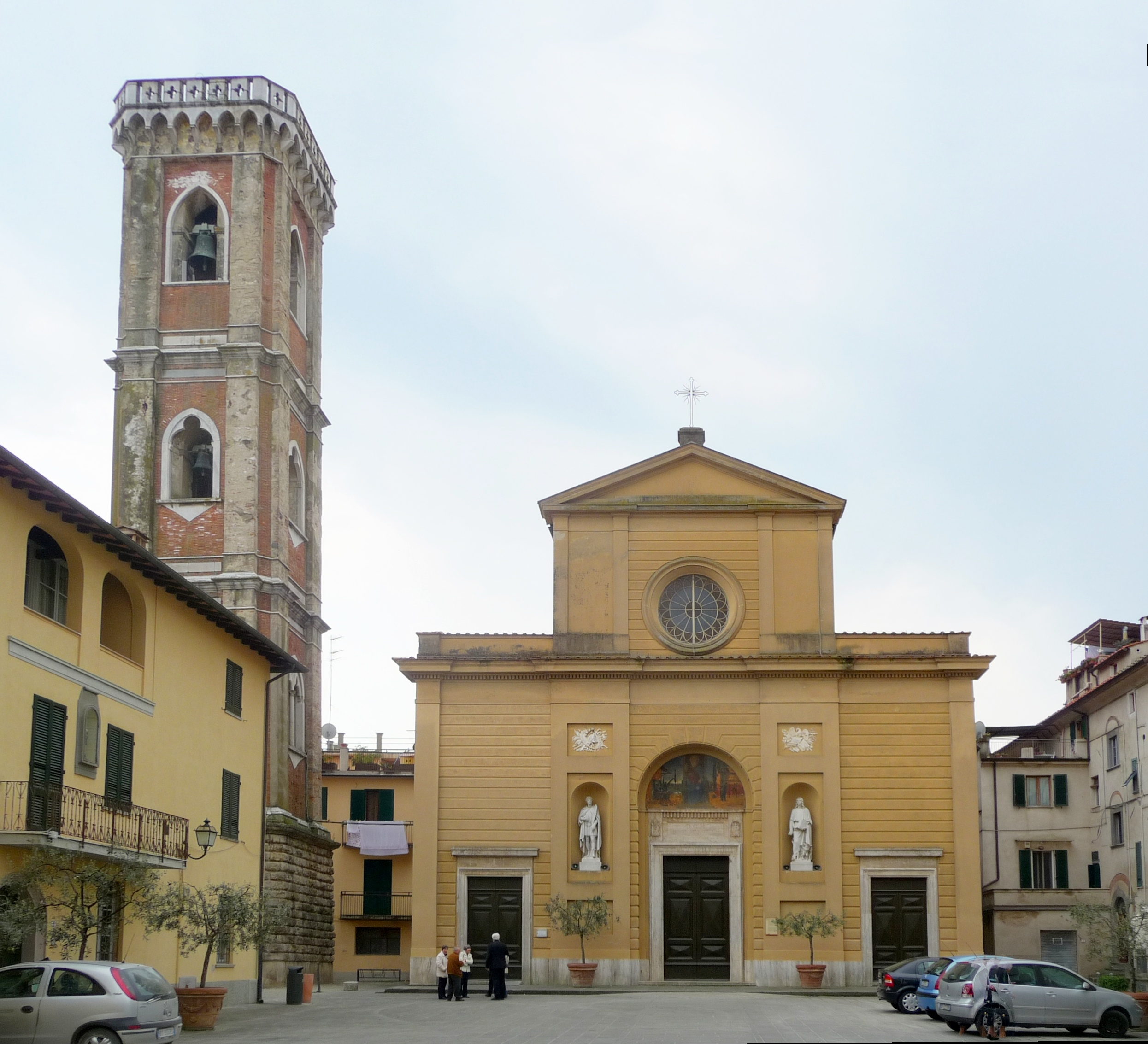
Kerk van Johannes de Evangelist
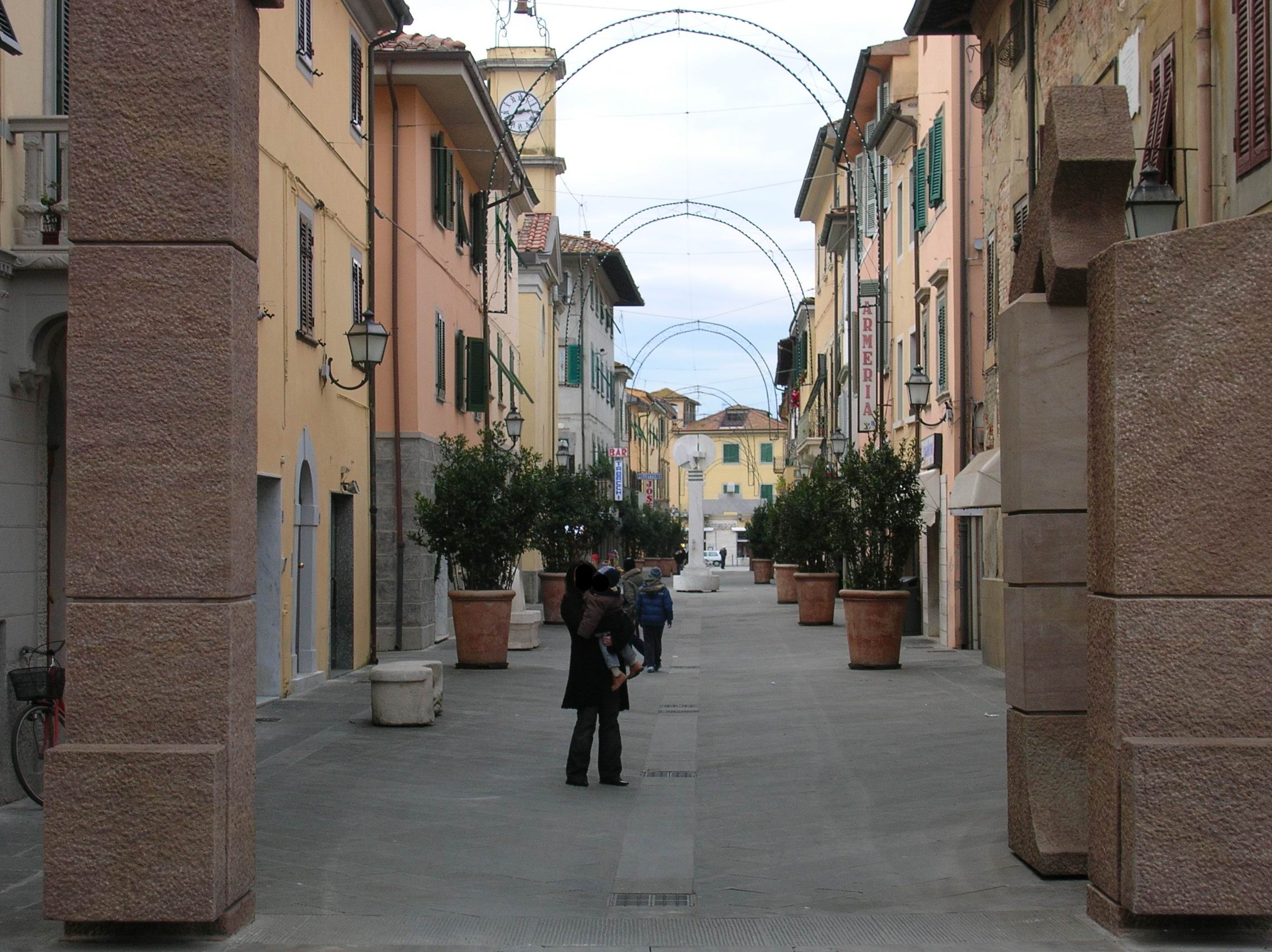
Centrum van Ponsacco

## Demografie
Ponsacco telt ongeveer 5118 huishoudens. Het aantal inwoners steeg in de periode 1991-2001 met 3,7% volgens cijfers uit de tienjaarlijkse volkstellingen van ISTAT.
| Jaar | Inwoneraantal |
| ---- | ------------- |
| 1991 | 12.131        |
| 2001 | 12.576        |

## Geografie
De gemeente ligt op ongeveer 24 m boven zeeniveau.
Ponsacco grenst aan de volgende gemeenten: Capannoli, Lari, Pontedera.